# 교토시 미술관

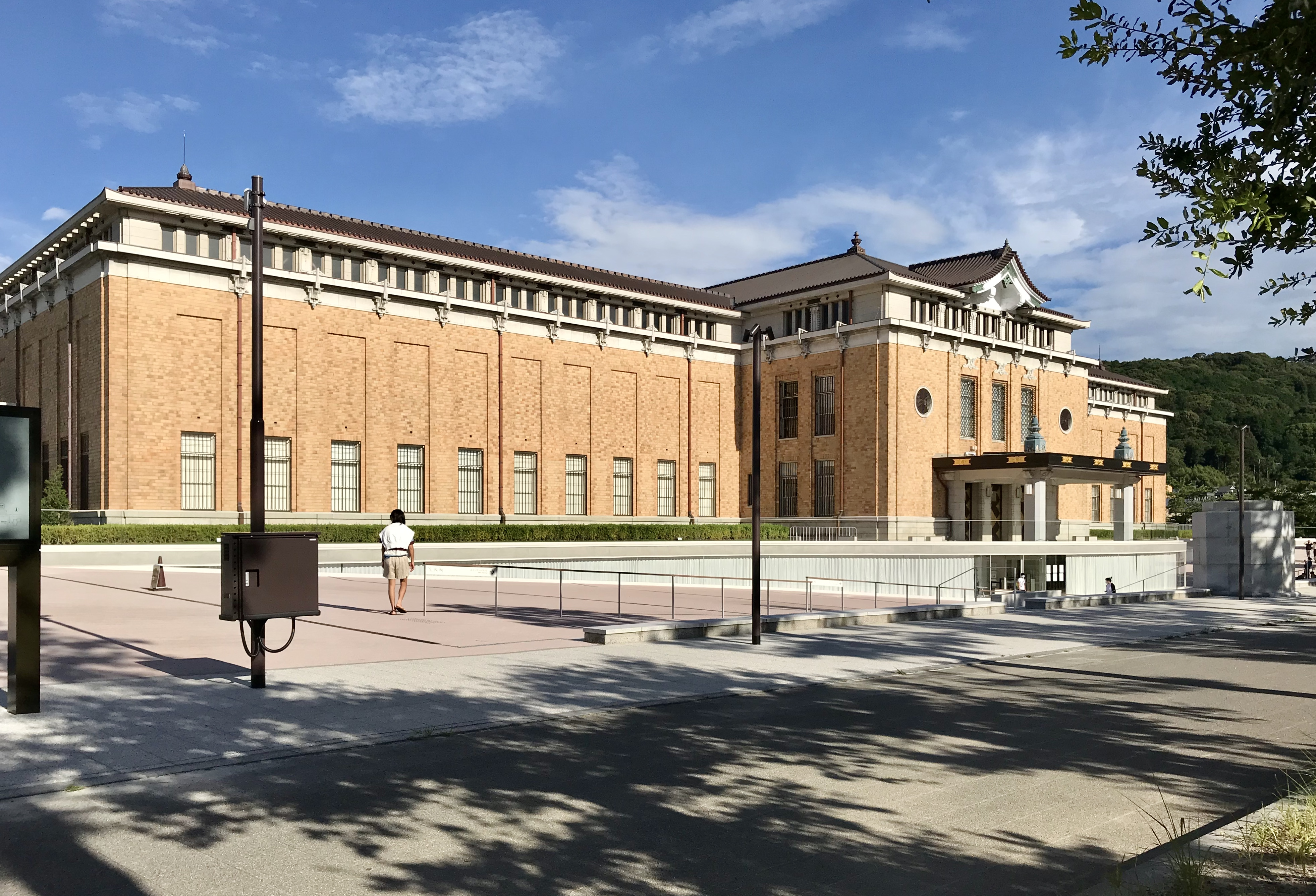
교토 시 미술관

교토 시 미술관(일본어: 京都市美術館)은 일본 교토부 교토시 오카자키 공원에 있는 미술관이다. 1933년 개관하였다. 1928년에 교토에서 열린 쇼와 천황 즉위 예식을 기념하여 계획이 시작했기 때문에 처음에는 대례 기념 교토 박물관이라는 명칭이었다.